# Philipp Graff
Julius Philipp Graff (* 7. November 1813 in Berlin; † 3. März 1851 ebenda) war ein deutscher Unternehmer, Mechaniker, Optiker und Daguerreotypist in Berlin. Philipp Graff gilt als einer der bedeutendsten Berliner Daguerreotypisten, der sich nicht nur über seine Fotografien einen Namen gemacht hatte; die nach ihm benannte Graffsche Mischung war ein Verfahren zur Steigerung der Empfindlichkeit der lichtempfindlichen Schicht.

## Leben
Seine Eltern waren der Mechaniker und Optiker George Philipp Graff und Caroline Friederike Graff geb. Brenner.
Philipp Graff betrieb sein Photographisches Atelier in der Jerusalemer Straße 18 in Berlin, „gegenüber der Kronenstraße“. Bereits ab 1843 warb Graff mit verschiedenen Aufklebern für sein Unternehmen, von denen sich heute zahlreiche in der Sammlung Agfa Foto-Historama V in Köln befinden. Einer der Aufkleber weist Graff aus als Hoffotograf „Seiner Königlichen Hoheit des Prinzen Adalbert von Preussen“.
1841 veranstaltete Philipp Graff gemeinsam mit Carl Gustav Oehme (1817–1881) die erste Daguerreotypien-Ausstellung in Berlin.
1845 wurde Graff im Berliner Adressbuch als Daguerreotypist erwähnt.
Ein Porträt Phillip Graffs von einem unbekannten Daguerreotypisten gelangte über den Nachlass des Görlitzer Photographen Robert Scholz in die Daguerreotypiecollection der Städtischen Sammlungen für Geschichte und Kultur Görlitz im Kulturhistorischen Museum Görlitz.
Seit 1849 war Graff mit Mathilde Beer (Mathilde Sophie Louise Beer geb. 23. Januar 1829; gest. 10. Februar 1854) verheiratet. Das Paar hatte einen Sohn namens Carl August Philipp Graff (geb. 12. August 1850; gest. 13. Juli 1880).
Graff starb bereits 1851, im jungen Alter von 37 Jahren.

## Weiterbestand seines Ateliers
Nach dem Tod Graffs im Jahre 1851 wurde sein Atelier unter seinem Namen weitergeführt.
Bis zu deren Tod 1854 führte seine Witwe Mathilde Beer das Atelier weiter.
Im Berliner Adressbuch steht von 1856 bis 1860 sowohl unter der Adresse Jerusalemer Straße 18, als auch unter den Gewerbetreibenden der Name Philipp Graff jun. bzw. Graff, P. jun – was auf den Sohn Carl August Philipp Graff verweisen könnte. Eine Fotografie aus dem Jahr 1860, die Ferdinand Lassalle abbildet, trägt auf der Rückseite den Aufdruck: „18. Jerusalemer Str. 18. Philipp Graff. Hof Photograph Sr. Königl. Hoheit des Prinzen Adalbert von Preussen. Berlin 18. Jerusalemer Str. 18 gegenüber der Kronen Strasse.“
Im Berliner Adressbuch von 1861 steht unter den Gewerbetreibenden der Eintrag Graff, Jerusalemerstraße 18. s. Beer und im Einwohnerverzeichnis der Eintrag Beer, A., Hof=Photograph Besitzer des photograph. Ateliers von P. Graff, Jerusalemerstr. 18. E, was auf August Beer, den Bruder der Witwe Graffs, als neuen Inhaber des Ateliers Graff hinweist.
Im Berliner Adressbuch von 1865 wird Prinz Adalbert von Preußen als Verleiher der Auszeichnung Hoffotograf benannt: Beer, A., Hof=Photograph Sr. K. Hoh. des Prinzen Adalbert v. Preußen, Jerusalemerstr. 18, E. F. Philipp Graff. Einer der Aufkleber Graffs in dem Agfa Foto-Historama weist zwei Auszeichnungen von „Philipp Graff“ aus, darunter eine Medaille „Dem Verdienste“ von 1865, auf der ersten fotografischen Ausstellung des Photographischen Vereins zu Berlin.
Im Berliner Adressbuch von 1868 wird August Beer als Rentier bezeichnet: Beer, A., Jerusalemerstr. 18. E. Der Eintrag für das Fotoatelier P. Graff ist jedoch weiterhin vorhanden.
Ein weiterer Aufkleber Graffs im Agfa Foto-Historama weist einen M. Hoffmann aus, der in „Berlin, Graffs Atelier“ seine Dienste anbot, möglicherweise als Nachfolger Graffs. Im Berliner Adressbuch von 1870 lautet der Eintrag für das Fotoatelier: Graff, P. Photographischer Atelier, Jerusalemerstr. 18. Pt. Inhaber: M. Hoffmann u. L. Ahrendts. Der Fotograf Leopold Ahrendts hatte seit 1856 als Stadtbild- und Architekturfotograf für das Atelier Philipp Graff gearbeitet. Er starb 44-jährig am 19. März 1870 in Berlin an einem Hirnschlag.
Im Berliner Adressbuch ab 1872 lautet der Eintrag für das Fotoatelier: Graff, P. Photographisches Atelier, Jerusalemerstr. 18. Pt. Inhaber: Georgi u. Hoffmann. Ab 1877 wird nur noch C. Georgi als Inhaber genannt.
Das von Sibylle Einholz geleitete, langjährige Forschungsprojekt zu den Berliner Fotografenateliers im 19. Jahrhundert an der Hochschule für Technik und Wirtschaft Berlin weist ein unter Graffs Namen betriebenes Atelier, ebenfalls Jerusalemer Straße 18 von 1870 bis 1887 sowie von 1887 bis 1891 unter der Adresse Leipziger Straße 114 aus.
Ein durch Danuta Thiel-Melerski zwischen 1888 und 1892 datiertes Foto weist auf dem Revers eine ehrende Medaille aus Paris von 1867 aus; zugleich ist dort ein Carl Georgi als Inhaber der Fotoateliers in der Leipziger Straße 114 ausgewiesen.
Der letzte Eintrag für das Atelier Philipp Graff findet sich im Berliner Adressbuch von 1892. Der Fotograf Carl Hermann Georgi (geb. 20. Juni 1833 in Stargard; gest. 20. August 1904 in Berlin) war wohl der letzte Inhaber das Ateliers Philipp Graff.

## Bekannte Werke

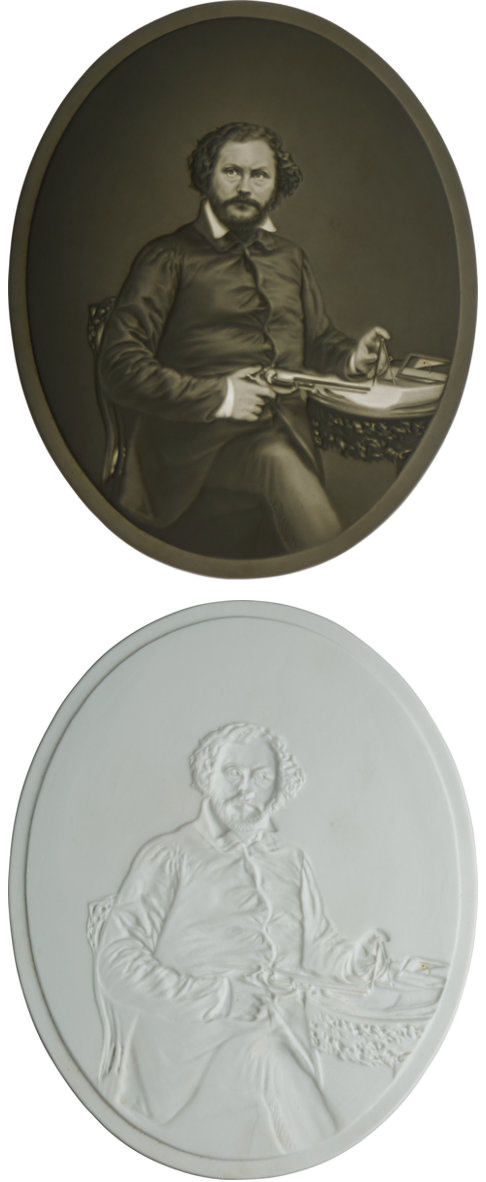
Porzellan-Gravur mit einem Selbstporträt Samuel Colts, fotografiert 1855 durch Graff

- 1848: verschiedene Porträtdaguerreotypien von Abgeordneten der Frankfurter Nationalversammlung[35]
- um 1850: Daguerreotypie, nachträglich rückseitig mit Bleistift bezeichnet „Onkel Gottlieb Teicher“, vom Club Daguerre zu einem Photo des Monats gewählt.[4]
- 15 Fotografien im Bestand des Vereins für die Geschichte Berlins, darunter eine mit dem Maler Ludwig Burger[6]
- 1868: Kinderbildnis Max Lehrs[36]
- Stereoskopie Fünf Herren beim Kartenspiel, Staatliche Kunstsammlungen Dresden[37]
- Aus der Sammlung des Berliner Vedutenmaler Eduard Gaertner wurde erst 2001 eine einzigartige Sammlung von 77 Aufnahmen entdeckt; neben Aufnahmen von Leopold Ahrendts und F. Albert Schwartz auch Originale von Philipp Graff.[38] (* 19. September 1825 in Krakau; † 22. Oktober 1884 in Berlin)

### Sammlung Dost
Der Berliner Fotograf und Autor Wilhelm Dost hatte aus dem Nachlass seines Großvaters Friedrich Wilhelm Dost (1816–1853) sowie von Nachkommen Philipp Graffs Porträt-Daguerreotypien erworben. Die daraus resultierende Sammlung Dost gehörte vor 1945 zu den „bedeutendsten internationalen historischen Zusammenstellungen […] aus der Geschichte der Photographie“ und wurde im In- und Ausland gezeigt. Seit den 1970er Jahren gilt die Sammlung jedoch als verschollen.